# U-21-Faustball-Europameisterschaft 2015
Die 16. Faustball-Europameisterschaft für U21-Mannschaften fand vom 17. Juli bis 19. Juli 2015 in Peilstein (Österreich) statt. Österreich war zum sechsten Mal Ausrichter der Faustball-Europameisterschaft für U21-Mannschaften. Peilstein organisierte diese Europameisterschaften bereits im Jahr 2010. Titelverteidiger war die Nationalmannschaft der Schweiz, die das Endspiel im Vorjahr gegen Deutschland gewann. Die deutsche Mannschaft gewann das Turnier nach einem 3:2-Sieg über Österreich.

## Teilnehmer
Teilnehmer dieser Europameisterschaften waren:
- Deutschland
- Schweiz
- Italien
- Katalonien/Spanien
- Österreich (Gastgeber)

## Spielplan

### Vorrunde
| 18. Juli | Österreich  | – | Katalonien  | 2:0 | (11:3, 11:2)        |
| 18. Juli | Deutschland | – | Italien     | 2:0 | (11:6, 11:5)        |
| 18. Juli | Schweiz     | – | Katalonien  | 2:0 | (11:4, 11:2)        |
| 18. Juli | Österreich  | – | Italien     | 2:1 | (7:11, 11:8, 11:3)  |
| 18. Juli | Deutschland | – | Schweiz     | 2:1 | (5:11, 11:8, 11:4)  |
| 18. Juli | Italien     | – | Katalonien  | 2:0 | (11:5, 11:7)        |
| 18. Juli | Österreich  | – | Schweiz     | 2:0 | (12:10, 11:6)       |
| 18. Juli | Deutschland | – | Katalonien  | 2:0 | (11:4, 11:4)        |
| 18. Juli | Schweiz     | – | Italien     | 2:0 | (11:5, 11:7)        |
| 18. Juli | Österreich  | – | Deutschland | 2:1 | (11:9, 3:11, 12:10) |

### Endrunde
| Halbfinale |             |   |         |     |                     |
| 19. Juli   | Deutschland | – | Schweiz | 3:0 | (11:6, 11:9, 15:13) |

| Qualifikation |         |   |            |     |               |
| 19. Juli      | Italien | – | Katalonien | 2:0 | (12:10, 11:8) |

| Spiel um Platz 3 |         |   |         |     |                    |
| 19. Juli         | Schweiz | – | Italien | 3:0 | (11:4, 11:5, 11:2) |

| Finale   |            |   |             |     |                                 |
| 19. Juli | Österreich | – | Deutschland | 2:3 | (15:14, 11:7, 6:11, 8:11, 9:11) |

## Endergebnis
| Platz | Land        | Flagge      | Code  |
| ----- | ----------- | ----------- | ----- |
| 1.    | Deutschland | Deutschland | GER   |
| 2.    | Österreich  | Osterreich  | AUT   |
| 3.    | Schweiz     | Schweiz     | SUI   |
| 4.    | Italien     | Italien     | ITA   |
| 5.    | Katalonien  | Katalonien  | ES-CT |